# Noordertoren (Schiermonnikoog)
De Noordertoren, of Buitentoren, op het Nederlandse Waddeneiland Schiermonnikoog is een vuurtoren. Hij werd tussen 1853 en 1854 samen met een andere toren, de Zuidertoren, gebouwd. 
Omdat men vroeger niet beschikte over lichtkarakters, plaatste men soms twee torens of vuren, zodat de zeeman wist waar hij was. Bovendien konden twee vuren of torens een lijn vormen, zodat schepen langs gevaarlijke ondiepten geleid konden worden.
Oorspronkelijk had de toren een vast licht. In 1910 kreeg de toren een draailicht. Vanaf toen kon men de kust ook herkennen met één licht en was het licht van de Zuidertoren overbodig geworden.
Tegelijkertijd met de ontsteking van het draailicht werd naast de toren in het daarvoor opgericht opengewerkte torentje een zogenaamd verklikkerlicht in gebruik genomen. In 1951 werd dit "Eemslicht" achter een raam in de toren geïntegreerd.
In 1951 werd een uitkijklokaal voor de kustwacht in de toren gebouwd. Deze bestaat uit twaalf ijzeren lamellen met elk een raam die rondom onder de balustrade van de toren zijn aangebracht.
In 1979 kreeg de toren een nieuw lichthuis om een radarantenne te kunnen dragen.
De toren wordt 24 uur per dag bemand om het scheepvaartverkeer in de gaten gehouden en weerberichten te verstrekken voor de kustwateren. In 1998 is de toren rood geschilderd.